# Strážovské vrchy
Les Strážovské vrchy (en slovaque : « monts de Strážov », prononciation : [ˈstraːʒɔu̯skɛː vr̩xi]) sont un massif montagneux de l’ouest de la Slovaquie qui fait partie des Carpates occidentales.
Son plus haut sommet est le Strážov (1 213 m), situé à Zliechov.

## Situation

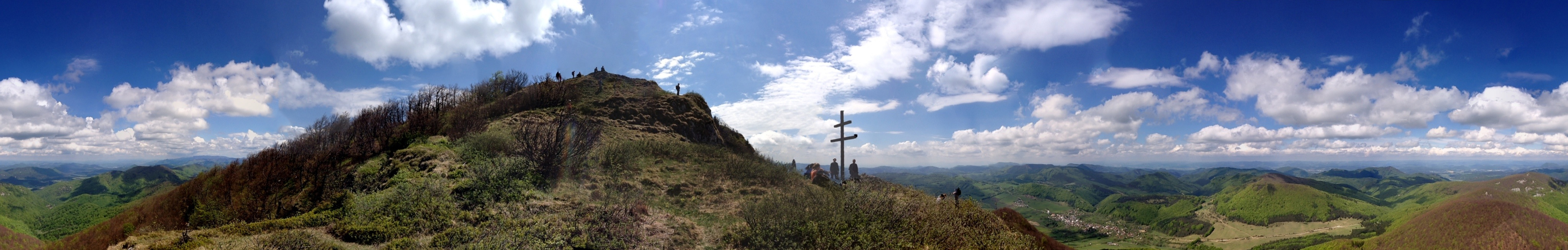
Panorama du mont Strážov

Les monts Strážovské vrchy sont situés entre les villes de Trenčín, Dubnica nad Váhom, Ilava et Bojnice.

## Principaux sommets

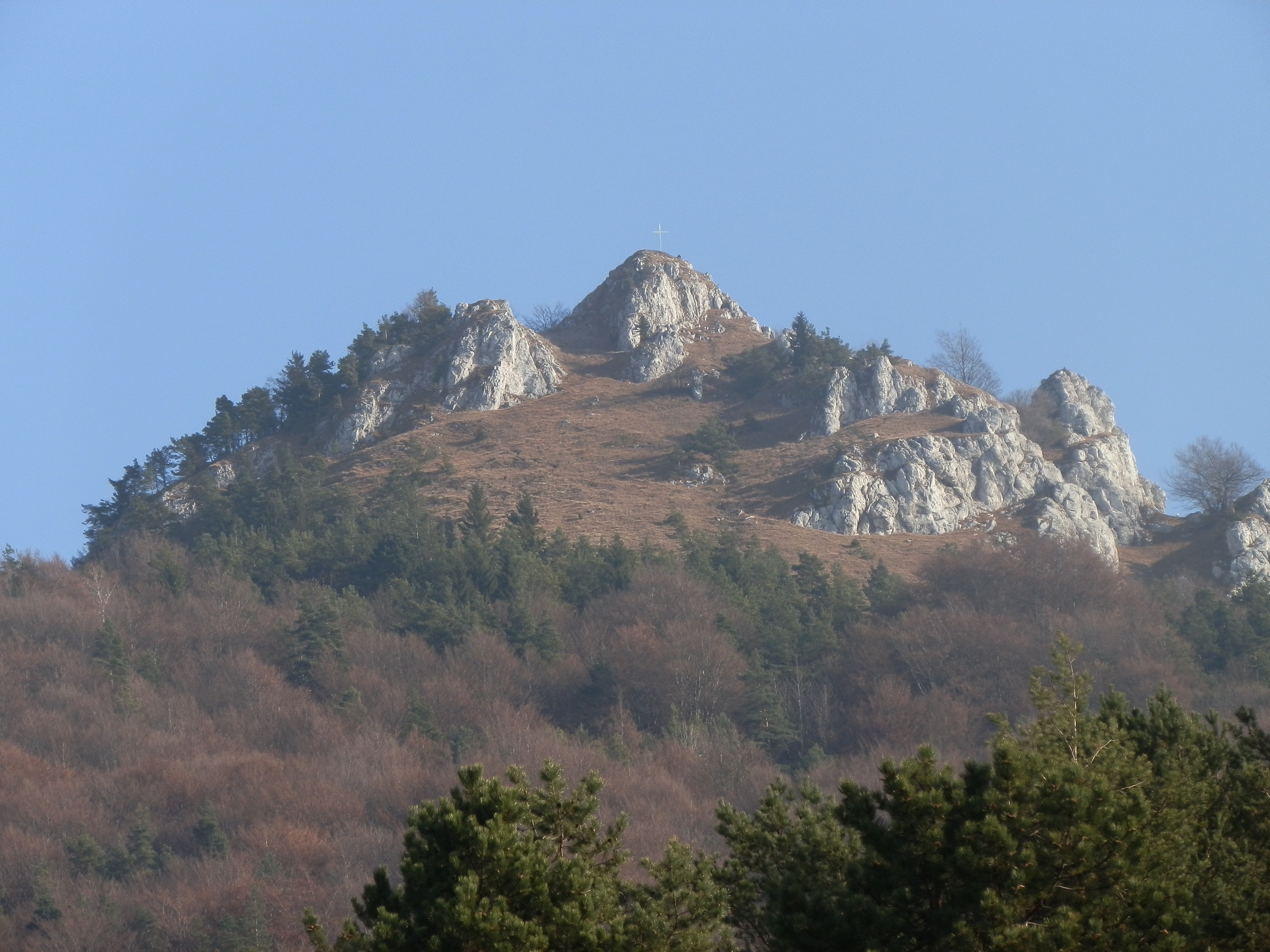
Le Vápeč

| #   | Sommet       | Hauteur (m) | Coordonnées                  | Accès      |
| --- | ------------ | ----------- | ---------------------------- | ---------- |
| 1.  | Strážov      | 1 213       | 48° 57′ 20″ N, 18° 28′ 00″ E |            |
| 2.  | Magura       | 1 141       | 48° 52′ 03″ N, 18° 31′ 46″ E |            |
| 3.  | Malá Magura  | 1 101       | 48° 52′ 35″ N, 18° 31′ 01″ E |            |
| 4.  | Homôľka      | 1 073       | 48° 57′ 24″ N, 18° 36′ 03″ E |            |
| 5.  | Čierny vrch  | 1 068       | 48° 57′ 45″ N, 18° 29′ 05″ E |            |
| 6.  | Hrubá Kečka  | 1 037       | 48° 59′ 01″ N, 18° 30′ 44″ E |            |
| 7.  | Sokolie      | 1 032       | 48° 58′ 50″ N, 18° 27′ 55″ E | non balisé |
| 8.  | Suchý vrch   | 1 028       | 48° 50′ 26″ N, 18° 25′ 10″ E |            |
| 9.  | Čelo         | 1 016       | 48° 58′ 18″ N, 18° 35′ 03″ E | non balisé |
| 10. | Rokoš        | 1 010       | 48° 46′ 16″ N, 18° 26′ 03″ E |            |
| 11. | Čierny vrch  | 997         | 48° 48′ 54″ N, 18° 24′ 31″ E |            |
| 12. | Veľká Homoľa | 995         | 48° 48′ 34″ N, 18° 24′ 42″ E |            |
| 13. | Suchá hora   | 986         | 48° 55′ 33″ N, 18° 21′ 19″ E | non balisé |
| 14. | Úplaz        | 981         | 48° 59′ 11″ N, 18° 34′ 22″ E | non balisé |
| 15. | Dlhá Lúka    | 980         | 48° 56′ 16″ N, 18° 36′ 25″ E | non balisé |
| 16. | Javorinka    | 973         | 48° 56′ 45″ N, 18° 31′ 51″ E | non balisé |
| 17. | Čičerman     | 956         | 48° 55′ 09″ N, 18° 31′ 34″ E | non balisé |
| 18. | Vápeč        | 956         | 48° 56′ 21″ N, 18° 19′ 34″ E |            |
| 19. | Baske        | 955         | 48° 52′ 48″ N, 18° 15′ 28″ E |            |
| 20. | Malý Rokoš   | 953         | 48° 45′ 43″ N, 18° 26′ 26″ E | non balisé |
| 21. | Žihľavník    | 953         | 48° 53′ 03″ N, 18° 14′ 53″ E | non balisé |